# كاثرين تيرني
كاثرين تيرني (بالإنجليزية: Catherine Turney)‏ (1906، شيكاغو في الولايات المتحدة - 1998، سيررا مادري في الولايات المتحدة)؛ مؤلِّفة، كاتِبة مسرحية، كاتبة سيناريو وروائية أمريكية.

## روابط خارجية
- كاثرين تيرني على موقع IMDb (الإنجليزية)
- كاثرين تيرني على موقع ألو سيني (الفرنسية)
- كاثرين تيرني على موقع أول موفي (الإنجليزية)
- كاثرين تيرني على موقع قاعدة بيانات برودواي على الإنترنت (الإنجليزية)
- كاثرين تيرني على موقع قاعدة بيانات الأفلام السويدية (السويدية)
- كاثرين تيرني على موقع قاعدة بيانات الفيلم (الإنجليزية)
- كاثرين تيرني على موقع كينوبويسك (الروسية)